# Tripp (Wisconsin)
Tripp – miasto w Stanach Zjednoczonych, w stanie Wisconsin, w hrabstwie Bayfield.